# Contea di Fayette (Georgia)
La contea di Fayette, in inglese Fayette County, è una contea dello Stato USA della Georgia. Il nome le è stato dato in onore al marchese de La Fayette, che aiutò il generale George Washington nella guerra d'indipendenza americana. Al censimento del 2000 la popolazione era di 91 263 abitanti. Il suo capoluogo è Fayetteville.

## Geografia fisica
Lo United States Census Bureau certifica che l'estensione della contea è di 516 km², di cui 510 km² composti da terra e i rimanenti 6 km² costituiti da acque interne.

## Infrastrutture e trasporti

### Strade
- State Route 54
- State Route 74
- State Route 85
- State Route 85 Connector
- State Route 92
- State Route 279
- State Route 314

## Contee confinanti
- Contea di Fulton (Georgia) - nord
- Contea di Clayton (Georgia) - est
- Contea di Spalding (Georgia) - sud
- Contea di Coweta (Georgia) - ovest

## Storia
La Contea di Fayette venne costituita il 15 maggio 1821.

## Comuni
- Brooks - town
- Fayetteville - city
- Peachtree City - city
- Tyrone - town
- Woolsey - town